# Droga wojewódzka 686
Die Droga wojewódzka 686 (DW 686) ist eine 40 Kilometer lange Droga wojewódzka (Woiwodschaftsstraße) in der polnischen Woiwodschaft Podlachien, die die Kozi Las und Jałówka verbindet. Die Strecke liegt im Powiat Białostocki.

## Streckenverlauf
Woiwodschaft Podlachien, Powiat Białostocki
-  Kozi Las (DK 65)
- Zajma
- Michałowo
- Nowa Wola
-  Juszkowy Gród (DW 687)
- Szymki
- Jałówka